# Ga Gia Lâm
Ga Gia Lâm là ga liên vận quốc tế đã được đầu tư trang thiết bị, cơ sở vật chất cơ sở hạ tầng được đầu tư tại ga Gia Lâm để phục vụ cho tàu khách liên vận quốc tế Hà Nội Nam Ninh hành khách xuất, nhập cảnh đi tàu liên vận quốc tế trên tuyến đường sắt Gia Lâm (Việt Nam) đi Nam Ninh (Trung Quốc).